# Miyu (ダンサー)
Miyu（みゆ、1997年12月3日 - ）は、ワールドチャンピオンのタイトルを持つ世界的ストリートダンサー。YouTuber、TikTokerとしても活動中。
特にハウスダンスを得意とし、即興で戦うバトルを好むアスリート指向の高いダンサーでもある。細かく速いステップワークは「#高速ステップ」としてSNSでも反響を呼んでいる。「TikTok Awards Japan 2022」でスキルフルなダンスで人々を圧倒したクリエイターとして「Dance Creator of the Year」を受賞。
自らの可能性を広げ、職業としての「ダンサー」の社会的な地位向上を目指すため、単独公演の開催や映像作品の発表、ミュージックビデオ出演やアーティストのライブサポート、教育現場・公共イベントでのワークショップや講演、ファッションモデルや企業の広告出演など、様々な分野で活動を展開している。
前澤友作氏の月周回ミッション「dearMoon」プロジェクトで、全世界約100万人の応募者の中から、日本人唯一の「バックアップクルー」に選出された。2024年6月、残念ながらスペースX社のロケット開発の明確な見通しが立たないことから、前澤氏から同プロジェクトの中止が発表されたが、プロジェクトを通じて様々な経験を得たMiyuは更なる次の目標に向けて挑戦を続けることを宣言した。
「不可能を可能に」がモットー。

## 来歴
- よさこい祭りでのダンス体験をきっかけに、8歳からダンススクールに通い、本格的にダンスを始める。
- キッズダンサー時代には、数々のコンテストの優勝を総なめにしたチーム「ONPARADE」のメンバーとしてメディアでも活動。その後、主要なジャンルのダンスを一通り学びつつも、ハウスダンスを極めることを選択。体の大きな海外の男性ダンサーが多いハウスダンスシーンにおいて、女性らしいしなやかな独自のスタイルを確立していく。
- ストイックに練習とバトルでの実践を積み重ね、2017年に19歳の時にパリで開かれた世界最高峰のバトル大会「JUSTE DEBOUT 2017 WORLD FINAL」で師匠のHIROと共に優勝、ワールドチャンピオンに輝く。
- 念願のタイトルを獲得したものの、帰国後の一般社会では反響がほとんどなく衝撃を受ける。この体験から、他のスポーツと同じようにダンスがもっと社会的に評価されるように変えていきたいという想いを強くし、以降ストリートダンスシーンを超えて活動の幅を広げていく転機となった。
- 2017年より、それぞれが海外の世界大会で優勝経験を持つ 若手ダンスチームとして、SANTA, JUMPEIとともに「Alaventa」として活動。初挑戦となるZERO CONTEST東京予選で初優勝をし、結成8ヶ月で世界最高峰のダンスコンテスト“JAPAN DANCE DELIGHT”3位を受賞し注目を集めた。現在はチーム活動は行なっておらず、各自のフィールドで活動。
- 2020年7月、コロナ禍でもダンスの灯火を消さないためにオンラインコミュニティ「Miyu but All」を開設。全国各地や海外からも、コミュニティを通じたオンラインレッスンを受講するダンサーが多数参加している。[3]
- 2021年3月-5月、コロナ禍で海外でワークショップが行えない環境下で世界のファンからの要望を受け、世界のダンサーに向けた初のオンラインダンスクラス「Miyu World Tour2021-online house dance class-」を開催。台湾・日本・中国・シンガポール・アメリカ・ヨーロッパといった国や地域の現地時間に合わせ開催し、17ヶ国約200人が参加した。
- 2021年6月、インタビュー動画企画「Pro-files」がスタート[4]。Miyuが様々な職業のゲストを迎え、仕事観を通じて「プロとは何か？」という考えを深めていく番組。これまでに、パントビスコ[5]、mabanua[6]、瑛人[7]、NOBUKIYO[8]、宮川純[9]をゲストに迎えている。
- 2021年8月、世界初の試みとなる「ダンスドローイング作品」をNFTで販売[10]。コロナ禍で活動に大きな制限を受けているダンサーにとっての新たなマネタイズの可能性に貢献するため、株式会社ODORIBAと株式会社ギークピクチュアズと共にプロジェクトを実施。
- 2021年9月、「Dance Dance Dance@YOKOHAMA 2021」に神奈川県立市ケ尾高校ダンス部と共にコラボステージを披露[11][12]。同イベントの次世代育成事業の一環として、コロナ禍で思うように部活ができないダンス部に新たな挑戦の場を提供しようと企画し、学生たちに向けて対面やオンラインでのパフォーマンス指導を行う。
- 2021年11月、放送技術全般にわたる日本で唯一の研究所「NHK放送技術研究所」が開発した「自由視点ARコンテンツのリアルタイム伝送技術」の最新デモンストレーション映像に出演し、「SOCIAL INNOVATION WEEK SHIBUYA 2021」で初公開された。[13][14]
- 2022年4月、ジャズの名門コットンクラブで、ダンサーとしては異例となる自身初の単独公演を開催し、3公演を大盛況で成功させる。マルチ鍵盤奏者の宮川純が率いるミュージシャンやゲストボーカリストの「kiki vivi lily」らと対等に音楽を身体で表現し、「ダンスアーティスト」としての可能性を見せつけた。師匠のHIROとの師弟共演もダンス界で話題になった[15]。
- 2022年7月、様々な活動が評価され、日本を代表する数々のアスリートと並び、ダンサーとして初の「アミノバイタル」アンバサダーに就任。[16]
- イスに座ったまま得意のステップを披露した「足ダンス」が話題の、水曜日のカンパネラ「エジソン」のミュージックビデオがYouTube3200万回再生突破（2022年11月7日現在）。[17]
- 2022年11月、TikTok Awards Japan 2022 Dance Creator of the Yearにノミネート。[18]
- 2022年12月、「TikTok Awards Japan 2022」でスキルフルなダンスで人々を圧倒したクリエイターに贈られる”Dance Creator of the Year”を受賞。さらに「TikTok流行語大賞」ミュージック部門賞では、Miyuが出演し「足ダンス」が話題になった、水曜日のカンパネラ「エジソン」の「#踊る暇があったら発明してえ」が受賞した。[19]
- 2022年12月、前澤友作氏の民間人初の月周回ミッション「dearMoon」の同乗者が発表となり、全世界約100万人の応募者の中から、数々の試験を乗り越え、日本人唯一のバックアップクルーに選出されたことが発表された[20]。
- 2024年2月、第7回スニーカーベストドレッサー賞 atmos pink賞を受賞した[21]。

## 出演

### 公演
- LEADING ACTORS -Dance Experiment- Miyu Live Showcase“ON to ON”[22]

（2022年4月9日,10日/丸の内コットンクラブ）

### ミュージックビデオ
- 松原みき「真夜中のドア〜Stay With Me」（2023）[23]
- imase「NIGHT DANCER」（2022）[24]
- 水曜日のカンパネラ「エジソン」（2022）[17]
- SIRUP 「BE THE GROOVE」(2022)[25]
- 瑛人「ピース オブ ケイク」（2021）[26]
- MIREI 「IN THE NIGHT TIME」（2021）
- Klang Ruler feat.Rin音 「ビビデバビビ」（2021）[27]
- claquepot 「Choreo」（2019）[28]

### アーティストライブサポート
- Superfly「15th Anniversary Live Get Back」（2022）
- MISIA「星空のライヴ ACROSS THE UNIVERSE」（2022）
- MISIA 「第70回 NHK紅白歌合戦」（2019）
- MISIA「平成武道館LIFE IS GOING ON AND ON」（2019）
- MISIA   中国大型番組「芒果TV国际」出演

### 広告
2024年
- ドン・キホーテ CM出演 ※ブルーノ・マーズと共演[29]
- TOYOTA YARIS SERIES TVCM "Dance With Yaris"篇出演

#### 2022年
- 味の素株式会社「アミノバイタル®」アンバサダー就任
- ABCマート/New Balance「UA900」出演
- 成田空港第3ターミナル ブランドムービー「VIVID」出演
- 東京海上日動「防災道場」SNS動画出演
- On Waterproof campaign ビジュアル出演
- ビオレ「冷シリーズ」WEBドラマ出演

#### 2021年
- Vook社「コーポレートサイトキービジュアル」出演
- Golden Goose「Game Edit」出演
- Sonos Roam WEBムービー、ローンチイベント出演
- GU「CURVE TUCK PANTS」WEBサイト出演

#### 2020年
- BABY-G「2020 Spring Summer Campaign」出演

#### 2019年
- New Balance 「Runs in the Family」出演
- UNIQLO「EZY Ankle Pants」CM出演
- 「K2B by kaneZ×WEGO コラボアイテム」出演

#### 2018年
- 「ディズニーJCBカード」CM出演

#### 2012年
- ソニーモバイル コミュニケーションズ 「Xperia」CM出演

### イベント
- 「True Colors SPECIAL LIVE 2024」True Colors DANCE 2024 with 新しい学校のリーダーズ
- 「Dance Dance Dance@YOKOHAMA 2021」市ケ尾高校コラボステージ
- 「InterBEE 2021」TBSブース出演
- 「SOCIAL INNOVATION WEEK SHIBUYA 2021」登壇
- 「New Balance HARAJUKU 5th Anniversary×SIWスペシャルトークセッション」ゲスト出演
- 「SHIBUHARA USED FASHION SHOW produced by RYUCHELL」（シブハラフェス2020）　出演

## 振り付け
- 「＋81 DANCE STUDIO」田原俊彦 - ジャングルJungle ft. Choreographers / Performed by Johnnys' Jr.

NTTドコモ「ahamo七変化」SNSキャンペーン振付

## バトル受賞歴

### 2021年
- Shiro fes house side 準優勝
- Nest House Lab 準優勝

### 2019年
- 世界大会　hipop session world final 準優勝
- HOUSE CITY WORLD FINAL アジア大会 準優勝

### 2018年
- World Of Dance 優勝

### 2017年
- Fish to fly battle 優勝
- Bigbang tokyo 優勝
- JUSTE DEBOUT FINAL House 世界大会 優勝（フランス）[31]
- Soul session HongKong 準優勝
- JAPAN DANCE DELIGHT FINAL 3位[32]
- house city tokyo 優勝[33]
- House dance forever japan ベスト6
- DANCE@PIECE 2017 Tokyo 優勝
- DANCE@LIVE 北海道 準優勝
- House city Final アジア大会 優勝

### 2016年
- HIGHSCHOOL DANCEFOMPETITION 3位
- BATTLEAP FINAL 優勝
- DANCE@LIVE FINAL HOUSE ベスト4
- SDK ASIA アジア大会優勝
- SDK EUROPE 世界大会 ベスト4  (チェコ)
- GRANDSOUL 優勝
- Summer dance forever japan ベスト6
- ZERO CONTEST 2016 tokyo 優勝

### 2015年
- NOTHING 2 LOOZ アジア大会 ベスト4
- MAXPARTY 準優勝 (台湾)
- One Love Freestyle Battle 準優勝
- SDK EUROPE 世界大会ベスト4 (チェコ)
- Teens dance@pice battle park house side 優勝
- Teens dance@pice crew battle 優勝
- DANCE@LIVE 東北 優勝
- DANCE@LIVE 北海道 優勝

### 2014年
- DANCE@LIVE 前日予選 BEST４
- SDK EUROPE 世界大会 ベスト16  (チェコ)
- Superfriday Crewbattle優勝
- DANCE@LIVE 関東 ベスト4
- APE 2on2 house side 優勝
- Funkin’ Stylez 世界大会 日本代表 ベスト8 (ドイツ)
- Funkin’ Stylez house 世界大会 ベスト8 (ドイツ)

### 2013年
- ALL JAPAN SUPERKIDS DANCE CONTEST FINAL 中学生部門３位
- BATTLEAP vol.2 優勝
- Soulm8小中学生ソロダンスバトル 準優勝
- BATTLEAP vol3 準優勝
- girs舞遊伝vol6 BATTLE準優勝
- DANCE@LIVE前日予選 HOUSE best4
- BATTLEAP vol4 優勝
- GIRLs舞遊伝４th FINAL 優勝
- WDC関東予選HOUSEside 優勝
- WDC JAPAN FAINAL BEST8
- TEENS DANCE@PIECE battle 優勝
- DANCE＠LIVE北海道 HOUSE 優勝
- BATTLEAP FINAL Best４

### 2012年
- ALL JAPAN SUPER KIDS DANCE COTEST FINAL準優勝
- ICE CREAM DANCE CONTEST決勝大会 優勝
- 日テレ系列スタードラフト会議第一回最強ダンススターSP 準優勝
- GIRLS舞遊伝 FINAL優勝
- DANCE ATTACK!!2012 東日本大会 中学生の部 ファイナリスト
- DANCE ATTACK!!2012 FINAL 中学生の部 特別賞
- Shine vol14 FreeStyle BATTLE優勝
- SOUL TRAIN Vol.3 2on2準優勝
- E-fes.AWARD2012 BATTLE 優勝

### 2011年
- POPCORN KIDS DANCE CONTEST準優勝
- JAPAN DANCE DREAM CONTEST 優勝
- GIRLS舞遊伝vol.5 優勝
- ALL JAPAN SUPER KIDS DANCE CONTEST 2011 予選 優勝
- TEENS MASTER PIECE KIDS部門優勝
- ICE CREAM DANCE CONTEST最終予選優勝
- MASTER PIECE ZERO KIDS優勝
- MASTER PIECE FINAL優勝